# Tigers de Hamilton (1926-1930)
Pour les articles homonymes, voir Tigers de Hamilton (homonymie).
Les Tigers de Hamilton sont une équipe professionnelle de hockey sur glace ayant participé de 1926 à 1929 à la Canadian Professional Hockey League puis à la Ligue internationale de hockey en 1929-1930.

## Historique
Après la dissolution des Tigers de Hamilton de la Ligue nationale de hockey (LNH), les propriétaires des Tigers décident de faire revivre le nom en tant qu'équipe professionnelle dans une nouvelle ligue mineure, la Canadian Professional Hockey League. L'équipe sert alors de club-école pour plusieurs équipes de la LNH comme les Sénateurs d'Ottawa et les Maple Leafs de Toronto. Percy Thompson, également copropriétaire et entraîneur de l'ancienne équipe de la LNH, en est entraîneur de 1926 à 1928. Bernie Morris en est gérant et entraîneur de 1928 à 1930.
L'équipe connaît des difficultés financières, perdant 34 000 dollars canadiens au cours de ses deux premières saisons. La société Abso-Pure tente de vendre l'équipe en octobre 1928 à Buffalo puis à des hommes d'affaires de Hamilton,. Ces tentative échouent et l'équipe est presque dissoute lorsque des hommes d'affaires de Toronto expriment leur intérêt pour l'équipe pour le rachat. En octobre 1930, l'équipe est vendue à Percivale LeSueur et ses partenaires et déménagée à Syracuse pour devenir les Stars de Syracuse. La transaction inclus également les contrats des joueurs mais pas celui de l'entraîneur Bernie Morris.

## Statistiques
L'équipe se qualifie pour les séries éliminatoires lors de sa première saison où elle perd en demi-finale contre le futur champion, les Panthers de London. Malgré un bilan victoires/défaites positif lors de la deuxième saison, les Tigers terminent cinquièmes et ne se qualifient pas pour les séries. Les troisième et quatrième saisons présentent un bilan négatifs et les Tigers manquent à nouveau les séries.
| No | Saison    | PJ | V  | D  | N | BP  | BC  | Pts | Classement | Séries éliminatoires |
| -- | --------- | -- | -- | -- | - | --- | --- | --- | ---------- | -------------------- |
| 1  | 1926-1927 | 32 | 16 | 15 | 1 | 81  | 78  | 33  | 2e         | Demi-finalistes      |
| 2  | 1927-1928 | 42 | 19 | 17 | 6 | 100 | 90  | 44  | 5e         | Non qualifiés        |
| 3  | 1928-1929 | 42 | 14 | 24 | 4 | 83  | 115 | 32  | 7e         | Non qualifiés        |
| 4  | 1929-1930 | 42 | 9  | 25 | 8 | 95  | 128 | 26  | 6e         | Non qualifiés        |

## Joueurs
Près de 60 joueurs ont joué pour les Tigers au cours de leur histoire. Avec 69 matchs, Hillis Paddon est le joueur qui a disputé le plus de rencontres avec l'équipe. Gord Brydson est le meilleur marqueur avec 30 buts inscrits tandis que Marty Lauder est le meilleur passeur et pointeur de l'histoire avec 16 aides et 43 points marqués,.

## Crédit d'auteurs
- (en) Cet article est partiellement ou en totalité issu de l’article de Wikipédia en anglais intitulé « Hamilton Tigers (CPHL) » (voir la liste des auteurs).